# Folkestone
Folkestone è una cittadina dell'Inghilterra sud-orientale situata nella contea del Kent e affacciata sullo stretto di Dover.

## Storia
L'area dove sorge la cittadina fu abitata fin dai tempi più antichi: nelle vicinanze, infatti, sono state trovate rovine romane, normanne e Sassoni. Nel Medioevo la cittadina fu associata alla vicina Dover e nel 1621 ricevette il permesso di costruire un proprio porto. Durante la Seconda guerra mondiale la cittadina fu seriamente danneggiata dall'artiglieria tedesca e dai bombardamenti aerei.
Oggi Folkestone è una delle località turistiche più importanti dell'Inghilterra e dal suo porto ormai non partono più i traghetti che collegano l'isola al continente. La cittadina possiede ampie spiagge in ciottoli e una celebre chiesa, come quella di St. Mary and St. Eanswythe, costruita nel XIII secolo sulla sommità di un'aspra parete rocciosa.

## Cultura
L'artista Banksy, nel 2014, ha realizzato il graffito Art Buff a Payers Park.

## Infrastrutture e trasporti
La cittadina è capolinea inglese del Tunnel della Manica, il tunnel che collega il Regno Unito al resto del continente attraverso il canale della Manica.

## Amministrazione

### Gemellaggi
- Boulogne-sur-Mer, Francia
- Middelburg, Paesi Bassi
- Étaples, Francia
- Partido di Tres de Febrero, Argentina
- Mechinagar, Nepal